# Phazaca kohistaria
Phazaca kohistaria är en fjärilsart som beskrevs av Swinhoe 1900. Phazaca kohistaria ingår i släktet Phazaca och familjen Uraniidae. Inga underarter finns listade i Catalogue of Life.